# ФК Мокра Гора
ФК Мокра Гора је српски фудбалски клуб из Зубиног Потока. Тренутно се такмичи у Шумадијско-рашкoj зони, четвртом такмичарском нивоу српског фудбала.

## Историја
Клуб је основан 15. марта 1972. године. Име је добио по планини Мокрој Гори, а боја клуба је жута.
У сезони 2010/11. Мокра Гора је заузела друго место у Зони Морава, а исти успех је поновила и у сезонама 2012/13 и 2013/14. У сезони 2014/15. освојила је прву позиција са два бода више од комшијског ривала Тутина и пласирала се у Српску лигу Запад. Поред тога исте сезоне је освојила и Куп Косова и Метохије победом над Ропотовом 3:1 на стадиону „Драган Џајић” у Грачаници.
Мокра Гора је освајањем Купа Косова и Метохије стекла право да се такмиче у претколу Купа Србије у сезони 2015/16. У Зубином Потоку играла је против Слоге из Краљева и у регуларном делу је било 2:2, али су након пенала победили са 7:6 и пласирали се у шеснаестину финала. Жребом је одлучено да играју против суперлигаша, београдског  Чукаричког у Зубином Потоку. Искуснија екипа Чукаричког победила је са 3:1.
Од сезоне 2020/21 такмиче се у Шумадијско-рашкој зони, четвртом такмичарском нивоу српског фудбала.

## Новији резултати
| Сезона   | Ранг | Лига                  | Позиција | ИГ | Д  | Н  | П  | ГД | ГП | ГР  | Бод | Куп                  |
| -------- | ---- | --------------------- | -------- | -- | -- | -- | -- | -- | -- | --- | --- | -------------------- |
| 2010/11. | 4    | Зона Морава           | 2.       | 30 | 18 | 3  | 9  | 66 | 31 | +35 | 57  | Шеснаестина финала   |
| 2011/12. | 4    | Зона Морава           | 7.       | 30 | 12 | 4  | 12 | 41 | 39 | +2  | 40  | Није се квалификовао |
| 2012/13. | 4    | Зона Морава           | 2.       | 30 | 19 | 8  | 3  | 58 | 21 | +37 | 65  | Није се квалификовао |
| 2013/14. | 4    | Зона Морава           | 2.       | 30 | 19 | 5  | 6  | 70 | 32 | +38 | 62  | Претколо             |
| 2014/15. | 4    | Зона Морава           | 1.       | 30 | 20 | 5  | 5  | 64 | 31 | +33 | 65  | Није се квалификовао |
| 2015/16. | 3    | Српска лига Запад     | 12.      | 30 | 11 | 5  | 14 | 31 | 35 | -4  | 38  | Шеснаестина финала   |
| 2016/17. | 3    | Српска лига Запад     | 13.      | 30 | 8  | 8  | 14 | 25 | 35 | -10 | 32  | Није се квалификовао |
| 2017/18. | 3    | Српска лига Запад     | 11.      | 34 | 10 | 10 | 14 | 38 | 42 | -4  | 40  | Није се квалификовао |
| 2018/19. | 3    | Српска лига Запад     | 9.       | 30 | 11 | 7  | 12 | 38 | 33 | +5  | 40  | Претколо             |
| 2019/20. | 3    | Српска лига Запад     | 18.      | 18 | 3  | 4  | 11 | 10 | 32 | -22 | 13  | Није се квалификовао |
| 2020/21. | 4    | Шумадијско-рашка зона | 4.       | 28 | 14 | 7  | 7  | 66 | 40 | +26 | 49  | Претколо             |
| 2021/22. | 4    | Шумадијско-рашка зона | —        | —  | —  | —  | —  | —  | —  | —   | —   | Претколо             |